# Resolució 2426 del Consell de Seguretat de les Nacions Unides
La Resolució 2426 del Consell de Seguretat de les Nacions Unides fou adoptada per unanimitat el 29 de juny de 2018. Recordant totes les resolucions anteriors sobre la situació a Orient Mitjà, el Consell va acordar renovar el mandat de la Força de les Nacions Unides d'Observació de la Separació (UNDOF) als Alts del Golan durant sis mesos fins al 31 de desembre de 2018, fent èmfasi en l'obligació tant de Síria com d'Israel de respectar l'Acord de Separació de Forces de 1974. També va acollir amb satisfacció el retorn de la UNDOF a Camp Faouar.